# جيري دونوفان
جيري دونوفان (بالإنجليزية: Jerry Donovan)‏ هو لاعب كرة قاعدة أمريكي، ولد في 3 سبتمبر 1876 في لوك هيفن، بنسيلفانيا في الولايات المتحدة، وتوفي في 27 يونيو 1938 في سانت بيترسبرغ في الولايات المتحدة.

## وصلات خارجية
- جيري دونوفان على موقعبيزبول رفرنس.كوم (الدوري الرئيسي) (الإنجليزية)
- جيري دونوفان على موقعبيزبول رفرنس.كوم (الدوري الثانوي) (الإنجليزية)